# Symplocos nairii
Symplocos nairii är en tvåhjärtbladig växtart som beskrevs av A.N. Henry, R. Gopalan och M.S. Swaminathan. Symplocos nairii ingår i släktet Symplocos och familjen Symplocaceae. Inga underarter finns listade i Catalogue of Life.